# Himantura granulata
Espèce
Statut de conservation UICN

 VU  : Vulnérable
Synonymes
- Himantura ponapensis (Günther 1910)
- Trygon granulata Macleay, 1883

Himantura granulata, communément nommé raie pastenague noire à points blancs, est une espèce de poisson cartilagineux de grande taille appartenant à la famille des Dasyatidae, natif de la zone centrale du Bassin Indo-Pacifique. 

## Description
La raie pastenague noire à points blancs est un poisson de grande taille qui peut atteindre une longueur maximale de 141 cm. Toutefois, la taille moyenne généralement observée oscille entre 60  et   100 centimètres de diamètre.
La teinte de la face dorsale est noire à grise avec de multiples petits points blancs. L'aspect sombre du dos est dû à une couche de mucus noirâtre, sans lequel la raie apparait gris orangé. Quant à la face ventrale, elle est blanche avec des taches noires en bordure du disque. La queue est noire de sa base jusqu'à l'aiguillon puis blanche.
Le disque est plus ou moins ovale avec une formation en pointe au niveau du museau.

## Distribution & habitat
La raie pastenague noire à points blancs est présente dans les eaux tropicales et subtropicales du centre du Bassin Indo-Pacifique soit des Seychelles, des Maldives à la Papouasie-Nouvelle-Guinée et des États fédérés de Micronésie au nord de l'Australie,.
Cette espèce affectionne les eaux marines et saumâtres jusqu'à une profondeur de 85 mètres. Elle est souvent rencontrée sur les platiers coralliens, les mangroves, les estuaires et autres espaces sablonneux peu profonds .

## Biologie
Cette raie pastenague se nourrit de petits poissons osseux benthiques tels que les gobies, les blennies, les girelles et les Pomacentridae ainsi que des invertébrés tels que les siponcles, de crabes et de poulpes.
Comme les autres raies pastenague, elle est vivipare aplacentaire c'est-à-dire que l’embryon se développe dans le ventre de la mère et se nourrit à partir des réserves de l’œuf, puis il est alimenté par un "lait utérin" nommé histotrophe. Les petits seront libérés au terme de leur développement physique complet soit lorsqu'ils atteignent 28 cm. 

## Statut de conservation
L'espèce est peu commune mais est pêchée de manière artisanale pour sa viande et la qualité de sa peau. Du fait de sa faible densité dans son aire de répartition ainsi que son effectif réduit, toute ponction rend cette espèce très vulnérable, la raie pastenague noire à points blancs est classée en espèce "Quasi menacée"(NT) par l'UICN.